# Élections cantonales de 2011 en Corrèze
Les élections cantonales ont lieu les 20 et 27 mars 2011.

## Contexte départemental

### Assemblée départementale sortante
Avant les élections, le conseil général de la Corrèze est présidé par François Hollande (PS). Il comprend 37 conseillers généraux issus des 37 cantons de la Corrèze. 19 d'entre eux sont renouvelables lors de ces élections. 
| Parti                             | Sigle | Élus |
| --------------------------------- | ----- | ---- |
| Majorité (19 sièges)              |       |      |
| Parti socialiste                  | PS    | 16   |
| Parti communiste français         | PCF   | 2    |
| Divers gauche                     | DVG   | 1    |
| Opposition (18 sièges)            |       |      |
| Union pour un mouvement populaire | UMP   | 17   |
| Divers droite                     | DVD   | 1    |
| Président du conseil général      |       |      |
| François Hollande (PS)            |       |      |

## Résultats à l'échelle du département

### Résultats en nombre de sièges
| Parti | Sièges mis en jeu | Élus | Évolution |
| ----- | ----------------- | ---- | --------- |
| PS    | 10                | 9    | -1        |
| PCF   | 0                 | 1    | +1        |
| DVG   | 0                 | 1    | +1        |
| UMP   | 8                 | 7    | -1        |
| DVD   | 1                 | 1    | =         |

### Assemblée départementale à l'issue des élections
| Parti                             | Sigle | Élus |
| --------------------------------- | ----- | ---- |
| Majorité (20 sièges)              |       |      |
| Parti socialiste                  | PS    | 15   |
| Parti communiste français         | PCF   | 3    |
| Divers gauche                     | DVG   | 2    |
| Opposition (17 sièges)            |       |      |
| Union pour un mouvement populaire | UMP   | 12   |
| Divers droite                     | DVD   | 5    |
| Président du conseil général      |       |      |
| François Hollande (PS)            |       |      |

## Résultats des élections

### Canton d'Argentat
| Candidats      | Candidats           | Étiquette      | Premier tour | Premier tour | Second tour | Second tour |
| Candidats      | Candidats           | Étiquette      | Voix         | %            | Voix        | %           |
| -------------- | ------------------- | -------------- | ------------ | ------------ | ----------- | ----------- |
|                | François Bretin     | FG (PCF)       | 1 691        | 49,66        | 1 910       | 53,00       |
|                | Jean-Claude Leygnac | UMP            | 1 500        | 44,05        | 1 694       | 47,00       |
|                | Didier Lorioux      | EÉLV           | 214          | 6,28         |             |             |
|                |                     |                |              |              |             |             |
| Inscrits       | Inscrits            | Inscrits       | 5 129        | 100,00       | 5 128       | 100,00      |
| Abstentions    | Abstentions         | Abstentions    | 1 616        | 31,51        | 1 418       | 27,65       |
| Votants        | Votants             | Votants        | 3 513        | 68,49        | 3 710       | 72,35       |
| Blancs et nuls | Blancs et nuls      | Blancs et nuls | 108          | 3,07         | 106         | 2,86        |
| Exprimés       | Exprimés            | Exprimés       | 3 405        | 96,93        | 3 604       | 97,14       |

### Canton d'Ayen
| Candidats      | Candidats            | Étiquette      | Premier tour | Premier tour |
| Candidats      | Candidats            | Étiquette      | Voix         | %            |
| -------------- | -------------------- | -------------- | ------------ | ------------ |
|                | Gérard Bonnet*       | PS             | 2 439        | 52,16        |
|                | Philippe Vidau       | DVD            | 1 827        | 39,07        |
|                | Christophe Vermeulen | FG (PCF)       | 243          | 5,20         |
|                | Jean-Claude Simiot   | EÉLV           | 167          | 3,57         |
|                |                      |                |              |              |
| Inscrits       | Inscrits             | Inscrits       | 6 933        | 100,00       |
| Abstentions    | Abstentions          | Abstentions    | 2 096        | 30,23        |
| Votants        | Votants              | Votants        | 4 837        | 69,77        |
| Blancs et nuls | Blancs et nuls       | Blancs et nuls | 161          | 3,33         |
| Exprimés       | Exprimés             | Exprimés       | 4 676        | 96,67        |

*sortant

### Canton de Beaulieu-sur-Dordogne
| Candidats      | Candidats           | Étiquette      | Premier tour | Premier tour | Second tour | Second tour |
| Candidats      | Candidats           | Étiquette      | Voix         | %            | Voix        | %           |
| -------------- | ------------------- | -------------- | ------------ | ------------ | ----------- | ----------- |
|                | Jacques Descargues* | PS             | 1 127        | 48,89        | 1 305       | 55,86       |
|                | Joël Soursac        | DVD            | 960          | 41,65        | 1 031       | 44,14       |
|                | Gérard Bavant       | FG (PG)        | 218          | 9,46         |             |             |
|                |                     |                |              |              |             |             |
| Inscrits       | Inscrits            | Inscrits       | 3 267        | 100,00       | 3 267       | 100,00      |
| Abstentions    | Abstentions         | Abstentions    | 864          | 26,45        | 825         | 25,25       |
| Votants        | Votants             | Votants        | 2 403        | 73,55        | 2 442       | 74,75       |
| Blancs et nuls | Blancs et nuls      | Blancs et nuls | 98           | 4,08         | 106         | 4,34        |
| Exprimés       | Exprimés            | Exprimés       | 2 305        | 95,92        | 2 336       | 95,66       |

*sortant

### Canton de Brive-la-Gaillarde-Centre
| Candidats      | Candidats            | Étiquette      | Premier tour | Premier tour | Second tour | Second tour |
| Candidats      | Candidats            | Étiquette      | Voix         | %            | Voix        | %           |
| -------------- | -------------------- | -------------- | ------------ | ------------ | ----------- | ----------- |
|                | Frédéric Soulier*    | UMP            | 1 013        | 45,41        | 1 387       | 60,04       |
|                | Patrick Trannoy-Mons | DVG            | 545          | 24,43        | 923         | 39,96       |
|                | Véronique Seille     | FG (PG)        | 164          | 7,35         |             |             |
|                | Thierry Parquet      | NC             | 190          | 8,52         |             |             |
|                | Marc Horvat          | EÉLV           | 145          | 6,50         |             |             |
|                | Jean-Pierre Nadin    | MoDem          | 92           | 4,12         |             |             |
|                | Étienne Patier       | SE             | 82           | 3,68         |             |             |
|                |                      |                |              |              |             |             |
| Inscrits       | Inscrits             | Inscrits       | 5 899        | 100,00       | 5 896       | 100,00      |
| Abstentions    | Abstentions          | Abstentions    | 3 577        | 60,64        | 3 480       | 59,02       |
| Votants        | Votants              | Votants        | 2 322        | 39,36        | 2 416       | 40,98       |
| Blancs et nuls | Blancs et nuls       | Blancs et nuls | 91           | 3,92         | 106         | 4,39        |
| Exprimés       | Exprimés             | Exprimés       | 2 231        | 96,08        | 2 310       | 95,61       |

*sortant

### Canton de Brive-la-Gaillarde-Nord-Ouest
| Candidats      | Candidats        | Étiquette      | Premier tour | Premier tour | Second tour | Second tour |
| Candidats      | Candidats        | Étiquette      | Voix         | %            | Voix        | %           |
| -------------- | ---------------- | -------------- | ------------ | ------------ | ----------- | ----------- |
|                | Michel Da Cunha* | PS             | 1 218        | 49,31        | 1 772       | 68,42       |
|                | Annie Fernandez  | NC             | 691          | 27,98        | 818         | 31,58       |
|                | Claude Goumy     | FG (PCF)       | 338          | 13,68        |             |             |
|                | Nymool Sok       | EÉLV           | 223          | 9,03         |             |             |
|                |                  |                |              |              |             |             |
| Inscrits       | Inscrits         | Inscrits       | 7 219        | 100,00       | 7 214       | 100,00      |
| Abstentions    | Abstentions      | Abstentions    | 4 569        | 63,29        | 4 425       | 61,34       |
| Votants        | Votants          | Votants        | 2 650        | 36,71        | 2 789       | 38,66       |
| Blancs et nuls | Blancs et nuls   | Blancs et nuls | 180          | 6,79         | 199         | 7,14        |
| Exprimés       | Exprimés         | Exprimés       | 2 470        | 93,21        | 2 590       | 92,86       |

*sortant

### Canton de Bugeat
| Candidats      | Candidats                | Étiquette      | Premier tour | Premier tour |
| Candidats      | Candidats                | Étiquette      | Voix         | %            |
| -------------- | ------------------------ | -------------- | ------------ | ------------ |
|                | Christophe Petit*        | UMP            | 767          | 52,39        |
|                | Jean-François Ensergueix | FG (PCF)       | 697          | 47,61        |
|                |                          |                |              |              |
| Inscrits       | Inscrits                 | Inscrits       | 1 928        | 100,00       |
| Abstentions    | Abstentions              | Abstentions    | 412          | 21,37        |
| Votants        | Votants                  | Votants        | 1 516        | 78,63        |
| Blancs et nuls | Blancs et nuls           | Blancs et nuls | 52           | 3,43         |
| Exprimés       | Exprimés                 | Exprimés       | 1 464        | 96,57        |

*sortant

### Canton de Corrèze
| Candidats      | Candidats              | Étiquette      | Premier tour | Premier tour |
| Candidats      | Candidats              | Étiquette      | Voix         | %            |
| -------------- | ---------------------- | -------------- | ------------ | ------------ |
|                | Bernadette Chirac*     | UMP            | 1 114        | 50,04        |
|                | François Barbazange    | DVG            | 1 004        | 45,10        |
|                | Muriel Padovni-Lorioux | EÉLV           | 108          | 4,85         |
|                |                        |                |              |              |
| Inscrits       | Inscrits               | Inscrits       | 2 948        | 100,00       |
| Abstentions    | Abstentions            | Abstentions    | 653          | 22,15        |
| Votants        | Votants                | Votants        | 2 295        | 77,85        |
| Blancs et nuls | Blancs et nuls         | Blancs et nuls | 69           | 3,01         |
| Exprimés       | Exprimés               | Exprimés       | 2 226        | 96,99        |

*sortant

### Canton de Donzenac
| Candidats      | Candidats       | Étiquette      | Premier tour | Premier tour |
| Candidats      | Candidats       | Étiquette      | Voix         | %            |
| -------------- | --------------- | -------------- | ------------ | ------------ |
|                | Gilbert Fronty* | PS             | 2 312        | 52,31        |
|                | Éric Valéry     | UMP            | 1 119        | 25,32        |
|                | Pascal Bagnarol | FG (PCF)       | 522          | 11,81        |
|                | David Martinez  | EÉLV           | 467          | 10,57        |
|                |                 |                |              |              |
| Inscrits       | Inscrits        | Inscrits       | 8 673        | 100,00       |
| Abstentions    | Abstentions     | Abstentions    | 4 011        | 46,25        |
| Votants        | Votants         | Votants        | 4 662        | 53,75        |
| Blancs et nuls | Blancs et nuls  | Blancs et nuls | 242          | 5,19         |
| Exprimés       | Exprimés        | Exprimés       | 4 420        | 94,81        |

*sortant

### Canton d'Eygurande
| Candidats      | Candidats          | Étiquette      | Premier tour | Premier tour | Second tour | Second tour |
| Candidats      | Candidats          | Étiquette      | Voix         | %            | Voix        | %           |
| -------------- | ------------------ | -------------- | ------------ | ------------ | ----------- | ----------- |
|                | Pierre Chevalier*  | UMP            | 551          | 40,19        | 695         | 46,58       |
|                | Alain Ballay       | DVG            | 417          | 30,42        | 797         | 53,42       |
|                | Jean-Marc Rebeille | PS             | 287          | 20,93        |             |             |
|                | Alfred Descamps    | FG (PG)        | 116          | 8,46         |             |             |
|                |                    |                |              |              |             |             |
| Inscrits       | Inscrits           | Inscrits       | 2 049        | 100,00       | 2 047       | 100,00      |
| Abstentions    | Abstentions        | Abstentions    | 577          | 28,16        | 446         | 21,79       |
| Votants        | Votants            | Votants        | 1 472        | 71,84        | 1 601       | 78,21       |
| Blancs et nuls | Blancs et nuls     | Blancs et nuls | 101          | 6,86         | 109         | 6,81        |
| Exprimés       | Exprimés           | Exprimés       | 1 371        | 93,14        | 1 492       | 93,19       |

*sortant

### Canton de Juillac
| Candidats      | Candidats             | Étiquette      | Premier tour | Premier tour | Second tour | Second tour |
| Candidats      | Candidats             | Étiquette      | Voix         | %            | Voix        | %           |
| -------------- | --------------------- | -------------- | ------------ | ------------ | ----------- | ----------- |
|                | Jean-Claude Yardin*   | PS             | 1 268        | 46,06        | 1 626       | 57,17       |
|                | Nicole Poulverel      | UMP            | 1 084        | 39,38        | 1 218       | 42,83       |
|                | Rachida Nocus-Ghellab | FG (PG)        | 221          | 8,03         |             |             |
|                | Daniel Freygefond     | EÉLV           | 180          | 6,54         |             |             |
|                |                       |                |              |              |             |             |
| Inscrits       | Inscrits              | Inscrits       | 4 326        | 100,00       | 4 326       | 100,00      |
| Abstentions    | Abstentions           | Abstentions    | 1 410        | 32,59        | 1 329       | 30,72       |
| Votants        | Votants               | Votants        | 2 916        | 67,41        | 2 997       | 69,28       |
| Blancs et nuls | Blancs et nuls        | Blancs et nuls | 163          | 5,59         | 153         | 5,11        |
| Exprimés       | Exprimés              | Exprimés       | 2 753        | 94,41        | 2 844       | 94,89       |

*sortant

### Canton de Lapleau
| Candidats      | Candidats             | Étiquette      | Premier tour | Premier tour |
| Candidats      | Candidats             | Étiquette      | Voix         | %            |
| -------------- | --------------------- | -------------- | ------------ | ------------ |
|                | Bertrand Chassagnard* | UMP            | 580          | 50,39        |
|                | Christian Breuil      | PS             | 435          | 37,79        |
|                | Yves Perot            | FG (PCF)       | 91           | 7,91         |
|                | Laurent Teyssender    | EÉLV           | 45           | 3,91         |
|                |                       |                |              |              |
| Inscrits       | Inscrits              | Inscrits       | 1 593        | 100,00       |
| Abstentions    | Abstentions           | Abstentions    | 399          | 25,05        |
| Votants        | Votants               | Votants        | 1 194        | 74,95        |
| Blancs et nuls | Blancs et nuls        | Blancs et nuls | 43           | 3,60         |
| Exprimés       | Exprimés              | Exprimés       | 1 151        | 96,40        |

*sortant

### Canton de Larche
| Candidats      | Candidats             | Étiquette      | Premier tour | Premier tour | Second tour | Second tour |
| Candidats      | Candidats             | Étiquette      | Voix         | %            | Voix        | %           |
| -------------- | --------------------- | -------------- | ------------ | ------------ | ----------- | ----------- |
|                | Jean-Jacques Delpech* | UMP            | 2 232        | 47,14        | 2 656       | 50,35       |
|                | Isabelle David        | PS             | 1 824        | 38,52        | 2 619       | 49,65       |
|                | Michel Chancy         | FG (PCF)       | 408          | 8,62         |             |             |
|                | Joëlle Seninge        | EÉLV           | 271          | 5,72         |             |             |
|                |                       |                |              |              |             |             |
| Inscrits       | Inscrits              | Inscrits       | 9 067        | 100,00       | 9 067       | 100,00      |
| Abstentions    | Abstentions           | Abstentions    | 4 178        | 46,08        | 3 609       | 39,80       |
| Votants        | Votants               | Votants        | 4 889        | 53,92        | 5 458       | 60,20       |
| Blancs et nuls | Blancs et nuls        | Blancs et nuls | 154          | 3,15         | 183         | 3,35        |
| Exprimés       | Exprimés              | Exprimés       | 4 735        | 96,85        | 5 275       | 96,65       |

*sortant

### Canton de La Roche-Canillac
| Candidats      | Candidats              | Étiquette      | Premier tour | Premier tour | Second tour | Second tour |
| Candidats      | Candidats              | Étiquette      | Voix         | %            | Voix        | %           |
| -------------- | ---------------------- | -------------- | ------------ | ------------ | ----------- | ----------- |
|                | Bernard Combes         | PS             | 911          | 42,35        | 1 243       | 55,71       |
|                | Jean-Louis Bachellerie | UMP            | 895          | 41,61        | 988         | 44,29       |
|                | Émile Roubertie        | FG (PCF)       | 281          | 13,06        |             |             |
|                | Gérard Cheze           | EÉLV           | 64           | 2,98         |             |             |
|                |                        |                |              |              |             |             |
| Inscrits       | Inscrits               | Inscrits       | 2 832        | 100,00       | 2 831       | 100,00      |
| Abstentions    | Abstentions            | Abstentions    | 631          | 22,28        | 549         | 19,39       |
| Votants        | Votants                | Votants        | 2 201        | 77,72        | 2 282       | 80,61       |
| Blancs et nuls | Blancs et nuls         | Blancs et nuls | 50           | 2,27         | 51          | 2,23        |
| Exprimés       | Exprimés               | Exprimés       | 2 151        | 97,73        | 2 231       | 97,77       |

*sortant

### Canton de Malemort-sur-Corrèze
| Candidats      | Candidats          | Étiquette      | Premier tour | Premier tour | Second tour | Second tour |
| Candidats      | Candidats          | Étiquette      | Voix         | %            | Voix        | %           |
| -------------- | ------------------ | -------------- | ------------ | ------------ | ----------- | ----------- |
|                | Robert Penalva*    | PS             | 2 233        | 42,72        | 3 404       | 62,18       |
|                | Frédérique Meunier | UMP            | 1 592        | 30,46        | 2 070       | 37,82       |
|                | Jean-Pierre Barret | EÉLV           | 572          | 10,94        |             |             |
|                | Martine Audebert   | DVG            | 462          | 8,84         |             |             |
|                | Norbert Neyret     | FG (PG)        | 368          | 7,04         |             |             |
|                |                    |                |              |              |             |             |
| Inscrits       | Inscrits           | Inscrits       | 11 511       | 100,00       | 11 511      | 100,00      |
| Abstentions    | Abstentions        | Abstentions    | 5 937        | 51,58        | 5 597       | 48,62       |
| Votants        | Votants            | Votants        | 5 574        | 48,42        | 5 914       | 51,38       |
| Blancs et nuls | Blancs et nuls     | Blancs et nuls | 347          | 6,23         | 440         | 7,44        |
| Exprimés       | Exprimés           | Exprimés       | 5 227        | 93,77        | 5 474       | 92,56       |

*sortant

### Canton de Neuvic
| Candidats      | Candidats          | Étiquette      | Premier tour | Premier tour | Second tour | Second tour |
| Candidats      | Candidats          | Étiquette      | Voix         | %            | Voix        | %           |
| -------------- | ------------------ | -------------- | ------------ | ------------ | ----------- | ----------- |
|                | Henri Roy*         | PS             | 1 012        | 49,32        | 1 149       | 53,47       |
|                | Jean Stohr         | UMP            | 863          | 42,06        | 1 000       | 46,53       |
|                | Gilles Desfaucheux | EÉLV           | 177          | 8,63         |             |             |
|                |                    |                |              |              |             |             |
| Inscrits       | Inscrits           | Inscrits       | 3 099        | 100,00       | 3 098       | 100,00      |
| Abstentions    | Abstentions        | Abstentions    | 967          | 31,20        | 853         | 27,53       |
| Votants        | Votants            | Votants        | 2 132        | 68,80        | 2 245       | 72,47       |
| Blancs et nuls | Blancs et nuls     | Blancs et nuls | 80           | 3,75         | 96          | 4,28        |
| Exprimés       | Exprimés           | Exprimés       | 2 052        | 96,25        | 2 149       | 95,72       |

*sortant

### Canton de Treignac
| Candidats      | Candidats         | Étiquette      | Premier tour | Premier tour |
| Candidats      | Candidats         | Étiquette      | Voix         | %            |
| -------------- | ----------------- | -------------- | ------------ | ------------ |
|                | Daniel Chasseing* | DVD            | 1 793        | 58,18        |
|                | Henri Jammot      | DVG            | 1 289        | 41,82        |
|                |                   |                |              |              |
| Inscrits       | Inscrits          | Inscrits       | 4 171        | 100,00       |
| Abstentions    | Abstentions       | Abstentions    | 965          | 23,14        |
| Votants        | Votants           | Votants        | 3 206        | 76,86        |
| Blancs et nuls | Blancs et nuls    | Blancs et nuls | 124          | 3,87         |
| Exprimés       | Exprimés          | Exprimés       | 3 082        | 96,13        |

*sortant

### Canton d'Ussel-Est
| Candidats      | Candidats        | Étiquette      | Premier tour | Premier tour | Second tour | Second tour |
| Candidats      | Candidats        | Étiquette      | Voix         | %            | Voix        | %           |
| -------------- | ---------------- | -------------- | ------------ | ------------ | ----------- | ----------- |
|                | Daniel Delpy     | UMP            | 1 088        | 40,55        | 1 556       | 56,09       |
|                | Monique Rougerie | PS             | 664          | 24,75        | 1 218       | 43,91       |
|                | Tony Cornelissen | DVD            | 543          | 20,24        |             |             |
|                | Gilles Chazal    | FG (PCF)       | 388          | 14,46        |             |             |
|                |                  |                |              |              |             |             |
| Inscrits       | Inscrits         | Inscrits       | 5 061        | 100,00       | 5 061       | 100,00      |
| Abstentions    | Abstentions      | Abstentions    | 2 235        | 44,16        | 2 107       | 41,63       |
| Votants        | Votants          | Votants        | 2 826        | 55,84        | 2 954       | 58,37       |
| Blancs et nuls | Blancs et nuls   | Blancs et nuls | 143          | 5,06         | 180         | 6,09        |
| Exprimés       | Exprimés         | Exprimés       | 2 683        | 94,94        | 2 774       | 93,91       |

*sortant

### Canton d'Ussel-Ouest
| Candidats      | Candidats              | Étiquette      | Premier tour | Premier tour |
| Candidats      | Candidats              | Étiquette      | Voix         | %            |
| -------------- | ---------------------- | -------------- | ------------ | ------------ |
|                | Christophe Arfeuillère | UMP            | 1 199        | 51,37        |
|                | Martine Leclerc*       | PS             | 905          | 38,77        |
|                | Bernard Baranowski     | FG (PCF)       | 230          | 9,85         |
|                |                        |                |              |              |
| Inscrits       | Inscrits               | Inscrits       | 4 523        | 100,00       |
| Abstentions    | Abstentions            | Abstentions    | 2 025        | 44,77        |
| Votants        | Votants                | Votants        | 2 498        | 55,23        |
| Blancs et nuls | Blancs et nuls         | Blancs et nuls | 164          | 6,57         |
| Exprimés       | Exprimés               | Exprimés       | 2 334        | 93,43        |

*sortant

### Canton d'Uzerche
| Candidats      | Candidats                | Étiquette      | Premier tour | Premier tour |
| Candidats      | Candidats                | Étiquette      | Voix         | %            |
| -------------- | ------------------------ | -------------- | ------------ | ------------ |
|                | Sophie Dessus*           | PS             | 1 734        | 51,21        |
|                | Annie Queyrel Peyramaure | UMP            | 1 173        | 34,64        |
|                | Jean Laubary             | EXG            | 322          | 9,51         |
|                | Jean-Philippe Fourches   | EÉLV           | 157          | 4,64         |
|                |                          |                |              |              |
| Inscrits       | Inscrits                 | Inscrits       | 5 426        | 100,00       |
| Abstentions    | Abstentions              | Abstentions    | 1 897        | 34,96        |
| Votants        | Votants                  | Votants        | 3 529        | 65,04        |
| Blancs et nuls | Blancs et nuls           | Blancs et nuls | 143          | 4,05         |
| Exprimés       | Exprimés                 | Exprimés       | 3 386        | 95,95        |

*sortant